# Cueta gracilis
Cueta gracilis är en insektsart som beskrevs av Luisa Eugenia Navas 1924. Cueta gracilis ingår i släktet Cueta och familjen myrlejonsländor. Inga underarter finns listade i Catalogue of Life.